# Numery HESC
Numery HESC – zharmonizowane europejskie numery skrócone (ang. Harmonised European Short Codes) – dostępne w państwach członkowskich UE, przeznaczone dla usług o szczególnym znaczeniu społecznym świadczonych w sieciach łączności elektronicznej polegających na udzielaniu informacji, świadczeniu pomocy lub przyjmowaniu zgłoszeń. 
W Polsce, w planie numeracji krajowej ustalone są następujące formaty numerów HESC:
- 112 – wspólny numer alarmowy dla wszystkich służb ustawowo powołanych do niesienia pomocy,
- 118CDU – dla usług informacji o numerach,
- 116CDU – dla usług o szczególnym znaczeniu społecznym,
- inne numery z zakresu 11X, gdzie X ∉ {2, 6, 8} – dla dowolnych zastosowań krajowych,
- CC + HESC, gdzie HESC ≠ 112, a CC oznacza wskaźnik międzynarodowy (kod kraju) – dla międzynarodowych połączeń przychodzących.

Numery HESC wybiera się wyłącznie bez wskaźnika międzymiastowego (numeru kierunkowego).
Numery HESC są przydzielane do poszczególnych usług i poszczególnym operatorom przez Prezesa UKE. Lista przydzielonych numerów HESC z zakresów 118 i 116:
- 116CDU
  - 116000 – numer interwencyjny w sprawie zaginionych dzieci obsługiwany przez Centrum Poszukiwań Ludzi Zaginionych Itaka (TP S.A.); usługa polega na: przyjmowaniu zgłoszeń w sprawie zaginionych dzieci i przekazywaniu informacji Policji, oferowaniu wskazówek i wsparcia dla osób odpowiedzialnych za zaginione dziecko, udzielaniu wsparcia w dochodzeniu)
  - 116006 – telefon zaufania dla ofiar przestępstw (brak operatora i usługodawcy); usługa ta ma umożliwiać ofiarom przestępstw uzyskanie wsparcia emocjonalnego w takich sytuacjach, uzyskanie informacji o przysługujących prawach i sposobach dochodzenia takich praw, oraz skierowanie do odpowiednich organizacji, w szczególności udzielanie informacji na temat: lokalnych procedur policyjnych i procedur postępowania w sprawach kryminalnych, możliwości uzyskania odszkodowania i spraw związanych z ubezpieczeniem oraz  udzielanie wsparcia w zakresie poszukiwania innych środków pomocy dotyczących ofiar przestępstw
  - 116111 – telefon zaufania dla dzieci i młodzieży (obsługiwany przez Fundację Dzieci Niczyje (Polkomtel Sp. z o.o.); usługa służy pomocą dzieciom potrzebującym opieki i ochrony, ma łączyć je z odpowiednimi usługami i zasobami, zapewniać dzieciom możliwość wyrażenia ich trosk, porozmawiania o sprawach bezpośrednio ich dotyczących i nawiązania kontaktu w nadzwyczajnej sytuacji
  - 116117 – usługa medyczna na żądanie w przypadkach innych niż nagłe (brak operatora i usługodawcy); usługa ma za zadanie kierować rozmówców do pomocy medycznej odpowiedniej dla ich pilnych potrzeb, które nie stanowią jednak zagrożenia dla życia, w szczególności poza normalnymi godzinami pracy, w weekendy lub dni ustawowo wolne od pracy, ale nie tylko w tych porach; rozmówca uzyska połączenie z wykwalifikowanym operatorem mającym dostęp do odpowiedniego wsparcia lub bezpośrednie połączenie z lekarzem specjalistą lub lekarzem klinicystą
  - 116123 – telefon wsparcia emocjonalnego (obsługiwany przez Instytut Psychologii Zdrowia Polskiego Towarzystwa Psychologicznego (Netia S.A.); usługa ta pozwala rozmówcy na skorzystanie z prawdziwego kontaktu międzyludzkiego opartego na słuchaniu bez dokonywania oceny; ma oferować wsparcie emocjonalne rozmówcom cierpiącym na samotność, będącym w stanie kryzysu emocjonalnego albo rozważającym popełnienie samobójstwa
- 118CDU (wszystkie przydzielone TP S.A.):
  - 118000 – informacje teleadresowe krajowe i zagraniczne, zlecenia, usługi dodatkowe oraz usługi informacji o krajowych numerach abonentów prywatnych i instytucjonalnych, usługi świadczone w języku polskim oraz w językach obcych
  - 118001 – Biuro Numerów, Informacja o Usługach i Produktach
  - 118112 – informacja o krajowych numerach alarmowych
  - 118712 – informacje teleadresowe krajowe i zagraniczne, zlecenia, usługi dodatkowe oraz usługi informacji o krajowych numerach abonentów prywatnych i instytucjonalnych, usługi świadczone w języku polskim oraz w językach obcych
  - 118800 – informacja o krajowych numerach infolinii
  - 118811 – informacje teleadresowe krajowe i zagraniczne, zlecenia, usługi dodatkowe oraz usługi informacji o krajowych numerach abonentów prywatnych i instytucjonalnych, usługi świadczone w języku polskim oraz w językach obcych
  - 118888 – informacja o krajowych numerach abonentów – usługa przeznaczona dla osób niepełnosprawnych
  - 118912 – Międzynarodowe Biuro Numerów
  - 118913 – Biuro Numerów